# 太平镇站
太平镇站，位于中华人民共和国黑龙江省双鸭山市集贤县太平镇，是佳富铁路上的火车站，建于1947年，由哈尔滨铁路局管辖。

## 車站周邊
- 太平镇敬老院

## 歷史
- 建于1947年。

## 外部連結
- 中国铁路客户服务中心（页面存档备份，存于）